# Якобсен, Торкильд
Торкильд Якобсен (англ. Thorkild Peter Rudolph Jacobsen; 7 июня 1904, Копенгаген — 2 мая 1993, Лебанон, Нью-Гэмпшир) — датский и американский шумеролог (ассириолог), специалист в области шумеро-аккадской филологии, истории и археологии.

## Биография
Родился 7 июня 1904 года в Копенгагене.
В 1922 году окончил Метрополитанскую школу. В 1927 году получил степень магистра семитской филологии в Копенгагенском университете. В 1928 году покинул Данию и поступил в команду Чикагского ассирийского словаря в Восточном институте Чикагского университета. В 1929 году защитил диссертацию на соискание докторской степени (PhD). Темой диссертации стал комментарий Дионисия бар Салиби к Книге Иова.
В 1929—1937 годах участвовал как полевой ассириолог в иракской экспедиции Восточного института под руководством Генри Франкфорта. Участником экспедиции также была его жена Ригмор. В 1932—1933 годах Сетон Ллойд и Якобсен раскопали акведук, построенный Синаххерибом 2600 лет назад, в Джерване близ Ниневии. В 1935—1937 годах Якобсен руководил раскопками телля Телль-Ишчали в бассейне реки Дияла. (Его исследования того десятилетия к востоку от Багдада впоследствии продолжит Robert McCormick Adams Jr..)
В 1939 году Якобсен опубликовал «Шумерский царский список» (Sumerian King List), составленный на основе примерно 15 различных списков и содержащий непрерывный перечень царей с установления царской власти до XVIII века до н. э.
С 1939 года — профессор Копенгагенского университета. С 1946 года — профессор Восточного института Чикагского университета, в 1946—1950 годах — директор Восточного института, одновременно декан факультета гуманитарных наук в 1948—1951 годах. Его учеником был Суад Сафар. Нанял покинувших Европу Лео Оппенгейма и Бенно Ландсбергера, которые сыграли решающую роль в издании Чикагского ассирийского словаря. Организатор Ниппурской экспедиции, которая возобновила раскопки Ниппура в 1948 году в сотрудничестве с Музеем археологии и антропологии Пенсильванского университета (предыдущие раскопки велись экспедицией Пенсильванского университета в 1889—1900 годах под руководством Дж. П. Петерса, Х. В. Хильпрехта и Дж. Х. Хей). Член редколлегии Чикагского ассирийского словаря (1955—1959). Из-за расхождения во взглядах с коллегами ушёл в отставку последовательно с должностей директора, декана, редактора и преподавателя. С 1962 года по 1974 год — профессор ассириологии Гарвардского университета, в 1963—1966 — ректор Гарвардского университета. Ушёл на пенсию в 1974 году. В 1974 году был приглашённым профессором в Калифорнийском университете в Лос-Анджелесе.
Автор ряда работ по истории древней Месопотамии. В работах «Предполагаемый конфликт между шумерами и аккадцами в ранней истории Месопотамии» (The Assumed Conflict between Sumerians and Semites in Early Mesopotamian History) и «Первобытная демократия в древней Месопотамии» (Primitive Democracy in Ancient Mesopotamia) выступил против ложных концепций фатальной извечности национальной вражды и деспотизма на Востоке.
Сэмюэл Крамер и Якобсен интерпретировали шумерский юридический документ начала II тысячелетия до н. э. из архива храма в Ниппуре, содержащий изложение дела и приговор шумерского суда об убийстве в Ниппуре.
Якобсен и Роберт Маккормик Адамс проделали большую работу по исследованию шумерских и вавилонских письменных источников, изучая орошение в бассейне реки Дияла. Они обнаружили орошаемое земледелие возрастом 6000 лет и записи, показывающие, что древние производили более высокие урожаи зерна, чем современные иракские фермеры. Якобсен обнаружил в целом ряде клинописных текстов недвусмысленные указания на процесс засоления почв и сумел проследить его последствия на протяжении длительного исторического периода.
В 1939 году получил почётную докторскую степень (honoris causa) в Копенгагенском университете. В 1963 году получил почётную степень магистра (honoris causa) в Гарвардском университете. В 1988 году получил почётную докторскую степень (honoris causa) в Еврейском университете в Иерусалиме.
Член Финского восточного общества (Suomen Itämainen seura, SIS, 1949), действительный член Датской королевской академии наук (1952), член Германского археологического института (1962), член Американского философского общества (1962) и член Американской академии искусств и наук.
За неделю до смерти, в апреле 1993 года ушёл в отставку с поста президента Американского восточного общества.
Последние годы жил в городе Брадфорд в округе Мерримак в штате Нью-Гэмпшир.  
Умер 2 мая 1993 года в больнице города Лебанон в штате Нью-Гэмпшир, в возрасте 88 лет.

## Личная жизнь
16 сентября 1927 года женился на Ригмор Шролль (Rigmor Schroll; 1902—1947). В 1949 году женился на Джоанне Пул (Joanne Poole; 1908—1964). 21 июня 1966 года женился на Катрине Хэдли Парментер (Katryna Hadley Parmenter; род. 1925). Четыре падчерицы: Дана, Памела, Кэролайн и Катрина.

## Сочинения
- Jacobsen, Thorkild. The Sumerian King List. — Chicago: University of Chricago Press, 1939. — 216 p. — (Assyriological Studies 11).
- Jacobsen, Thorkild. Toward the Image of Tammuz and Other Essays on Mesopotamian History and Culture / Edited by William L. Moran. — Cambridge: Harvard University Press, 1970. — 507 p. — ISBN 978-0-674-33473-1.
- Якобсен, Торкильд. Сокровища тьмы. История месопотамской религии = The Treasures of Darkness: History of Mesopotamian Religion / Российская АН, Ин-т востоковедения. — Москва: Изд. фирма «Восточная литература» РАН, 1995. — 291 с. — (По следам исчезнувших культур Востока). — ISBN 5-02-016601-4.
- Г. Франкфорт, Г. А. Франкфорт, Дж. А. Уилсон, Т. Якобсен. Духовные искания древнего человека : в преддверии философии = Before Philosophy. The Intellectual Adventure of Ancient Man / пер. с англ. Т. Н. Толстой. — Санкт-Петербург: Амфора, 2016. — 286 с.